# Gustaf Ljunggren (kemist)
Gustaf Axel Ljunggren, född den 27 oktober 1894 i Trelleborg, död den 12 augusti 1966, var en svensk kemist och försvarsforskare. Han var son till Carl August Ljunggren och dotterson till Axel Key.
Ljunggren studerade vid Lunds universitet där han blev filosofie kandidat 1914, filosofie licentiat 1921, och filosofie doktor i medicinsk kemi 1925, på en avhandling med titeln "Katalytisk kolsyreavspjälkning ur ketokarbonsyror". Han blev samtidigt docent. Ljunggren var reservofficer i Kustartilleriet och hade i början av 1920-talet kommit i kontakt med de skyddsåtgärder mot kemiska stridsmedel ("stridsgas"), som genomfördes vid svenska försvarets befästningar till följd av stridsgasinsatserna under första världskriget. Kompetensen inom gasskyddsområdet var dock begränsad inom Sverige, och Ljunggren kom därför att intressera sig för detta område. 1926 bidrog försvaret med finansiering till Gaslaboratoriet vid medicinsk-kemiska institutionen i Lund, och Ljunggren blev chef för detta laboratorium.
När Försvarsväsendets kemiska anstalt (FKA) bildades 1937 blev Ljunggren chef för denna myndighet och professor. FKA slogs 1945 ihop med andra försvarsinriktade forskningsverksamheter till Försvarets forskningsanstalt (FOA), och Ljunggren blev då chef för FOA:s avdelning för kemi (FOA1). 1961 efterträddes han på denna befattning av Lars-Erik Tammelin.
Under 1920-talet till 1950-talet var Ljunggren författare till ett antal skrifter avsedda för icke-specialister, inom området skydd mot kemiska stridsmedel.
Ljunggren invaldes 1946 som ledamot av Krigsvetenskapsakademien och blev 1955 ledamot av Ingenjörsvetenskapsakademien.